# Фісталь Герман Емілевич
Герман Емілевич Фісталь (нар. 16 лютого 1964, Донецьк) — український підприємець, фігурант низки гучних скандалів, пов'язаних із фармацевтичним бізнесом, держзакупівлями та корупційними схемами.

## Діяльність
Герман Фісталь керує та володіє кількома фармацевтичними компаніями, зокрема ДП «РЕГІОН 2002», ТОВ «Виробнича компанія Діспомед», ТОВ «Допомога-І» та іншими структурами, які займаються оптовою торгівлею медичними товарами та виробництвом медичних інструментів.

## Критика
Його бізнес-імперію часто пов'язують із монополізацією ринку медичних закупівель, особливо у воєнний час. За даними розслідувань, наприкінці 2020 року Фісталь за підтримки Кирила Тимошенка отримав контроль над закупівлями для Збройних сил України, що викликало підозри у корупції та зловживаннях.
У жовтні 2022 року «Наші гроші» розкритикували Фісталя за фактичну монополізацію постачання автомобілів швидкої допомоги державному підприємству «Медичні закупівлі України». Компанія «Автоспецпром» групи Фісталів отримала близько 75 % замовлення на суму 193 млн грн, попри зрив попереднього контракту на 1,34 млрд грн та значні затримки поставок.
У грудні 2022 року прокуратура Запоріжжя відкрила провадження щодо закупівлі томографа SOMATOM go.Up за 16 млн грн для Запорізької обласної дитячої лікарні, який так і не було доставлено. Тендер не проводився через електронну систему Prozorro, а обладнання зберігалося на складі «Виробничої компанії „Діспомед“», співвласником якої є Герман Фісталь.
У червні 2025 року Національне антикорупційне бюро України (НАБУ) та Спеціалізована антикорупційна прокуратура викрили злочинну схему, організовану Германом Фісталем та його оточенням, із завищення цін на закупівлі медичного обладнання для Національного інституту раку (НІР) на суму понад 231 млн грн у 2021—2022 роках. За даними слідства, вартість обладнання завищувалася подекуди на 50 % від початкової ціни шляхом перепродажу через афілійовані іноземні компанії та умисного відхилення конкурентних пропозицій.
Критики також вказували на тісні зв'язки Фісталя із представниками Офісу Президента України та численні сімейні афіліації з компаніями, які систематично вигравали державні тендери без прозорого конкурсу, що, за даними розслідувань, сприяло формуванню «закритого клану» постачальників медичної техніки.